# Nationaal park Cape Le Grand
Nationaal park Cape Le Grand is een nationaal park, gelegen in het zuidwestelijke deel van de Australische zuidkust in de deelstaat West-Australië. Het ligt 631 kilometer ten zuidoosten van Perth en 56 kilometer van de kustplaats Esperance. Het park omvat een gebied, bestaande uit 31.801 hectare aan grond. Het nationaal park is opgericht in 1966 en wordt beheerd door het West-Australische Department of Parks and Wildlife. De naam Le Grand is afkomstig van een officier van de L'Espérance, een van de schepen van de Franse expeditie in 1792 geleid door de ontdekkingsreiziger Antoine de Bruni d’Entrecasteaux.

## Geografie
Kenmerkend voor het nationaal park is de ruige kustlijn, die bestaat uit een afwisseling van granietrotsen en kleine baaien met witte zandstranden, gelegen tussen rotsachtige landtongen. Bekende baaien en stranden in het park zijn Lucky Bay, Rossiter Bay, Hellfire Bay, Le Grand Beach, en Thistle Cove. Landinwaarts bevinden zich granieten pieken en verspreide heideachtige vegetatie. Ten zuiden van het gebied bevinden zich in zee verschillende eilanden die behoren tot het beschermde reservaat Recherche Archipelago Nature Reserve. Landinwaarts bevinden zich granieten pieken en verspreide heideachtige vegetatie. Ten oosten van het park ligt het naburige nationaal park Cape Arid.
Het zuidwestelijke deel van het park wordt gedomineerd door rotspartijen van gneiss en graniet, deze vormen een indrukwekkend keten van pieken zoals Mount Le Grand (345 meter), Frenchman Peak (262 meter) en Mississippi Hill (180 meter). In dat rotsachtige terrein zijn vele grotten en tunnels, die waarschijnlijk gevormd zijn door de golfslag en onderwaterstromingen van de zee. Tussen de pieken en rotspartijen zijn zandvlaktes die afgewisseld worden door moerassen en zoetwaterpoelen.

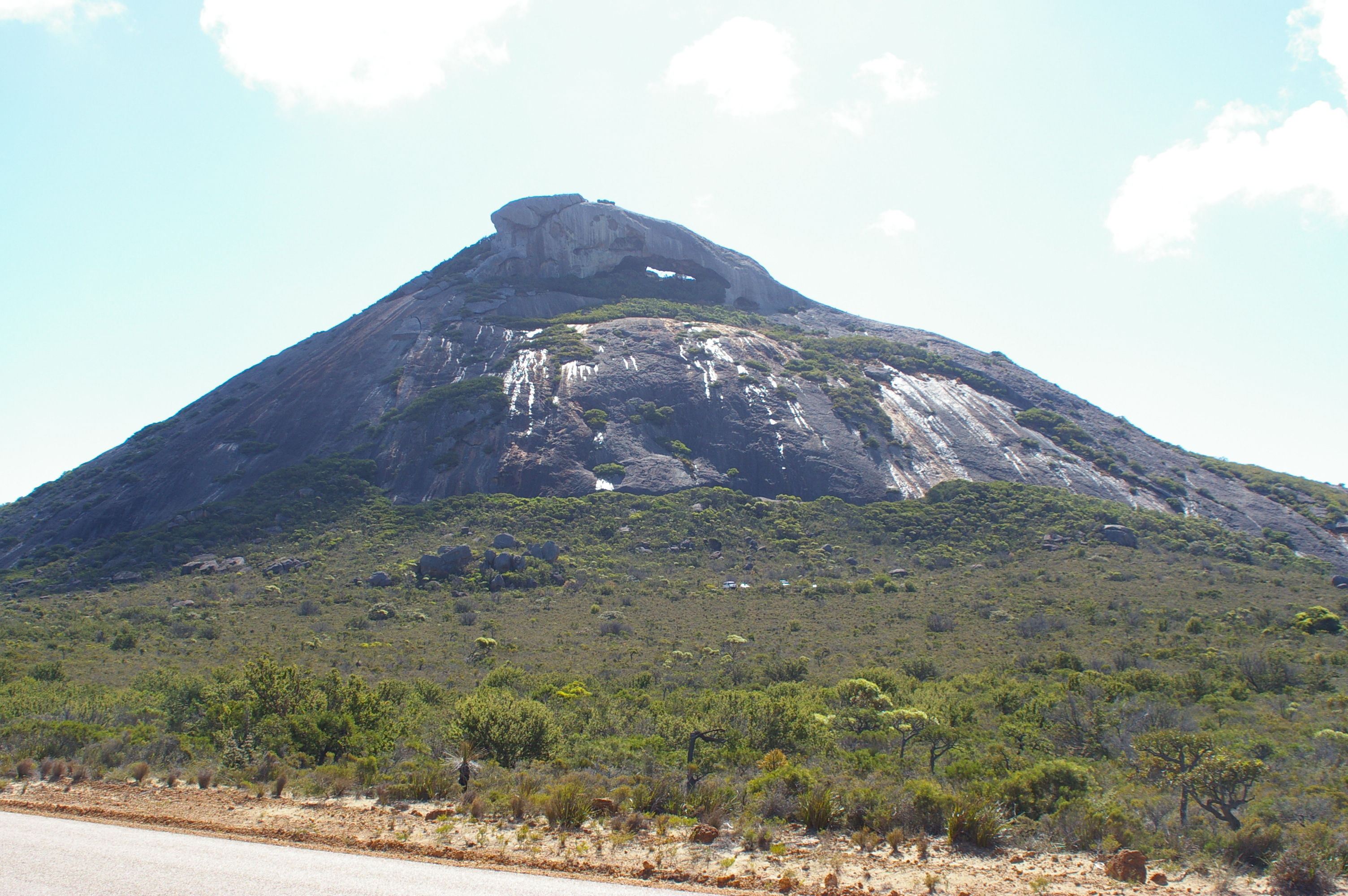
Frenchman Peak
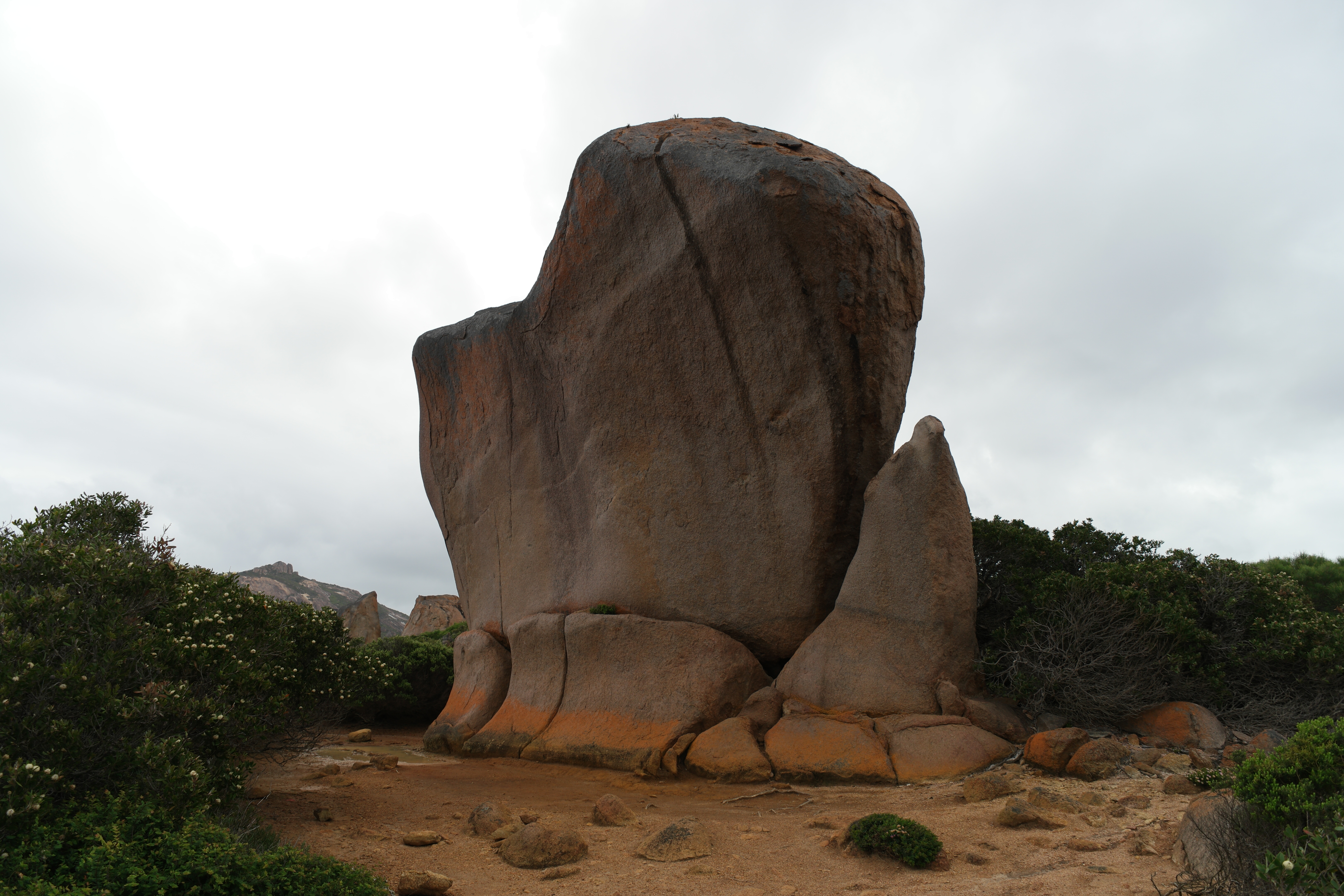
Verspreid liggende rotsformaties
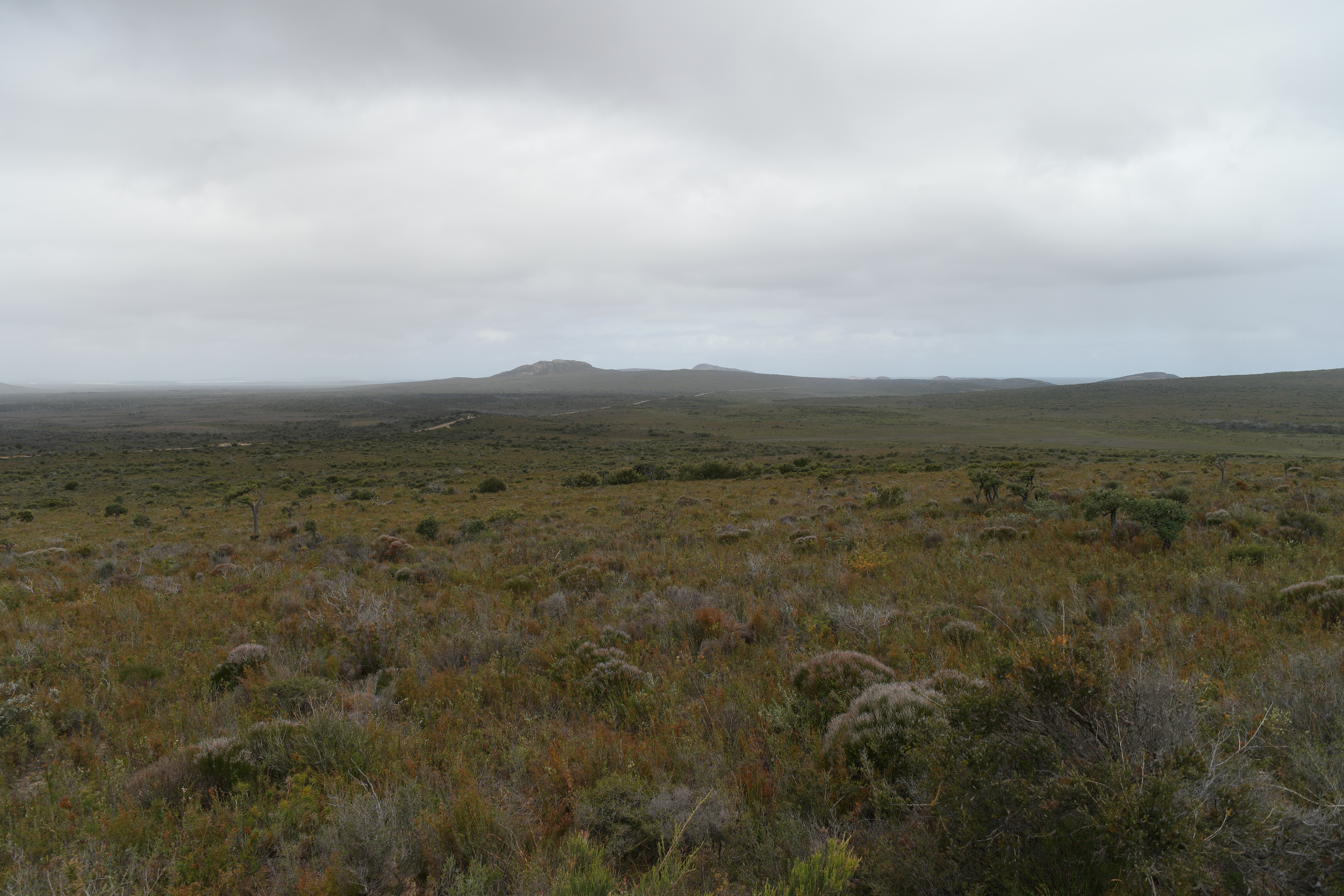
Vlaktes met heideachtige vegetatie
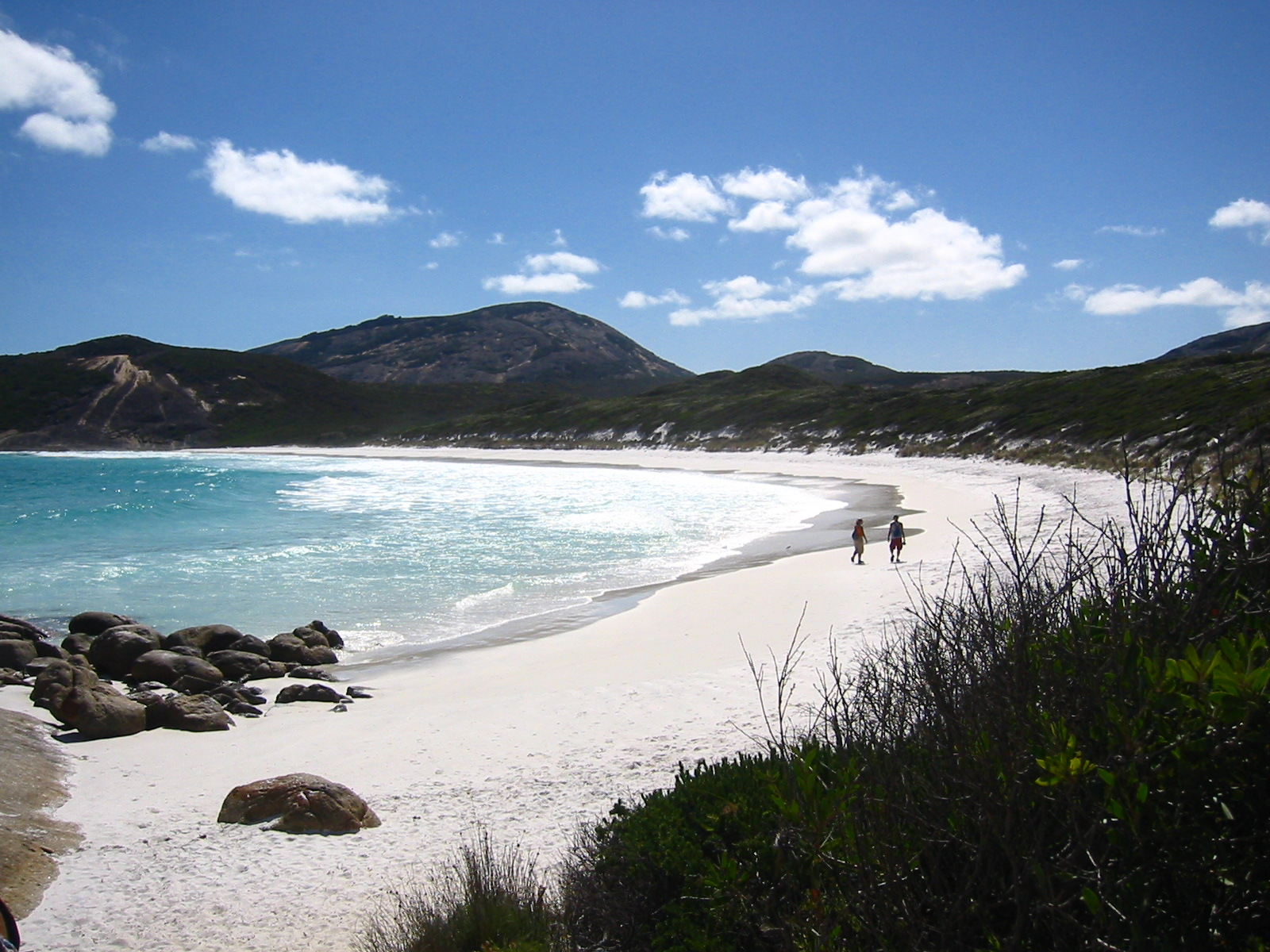
Een baai

## Flora en fauna

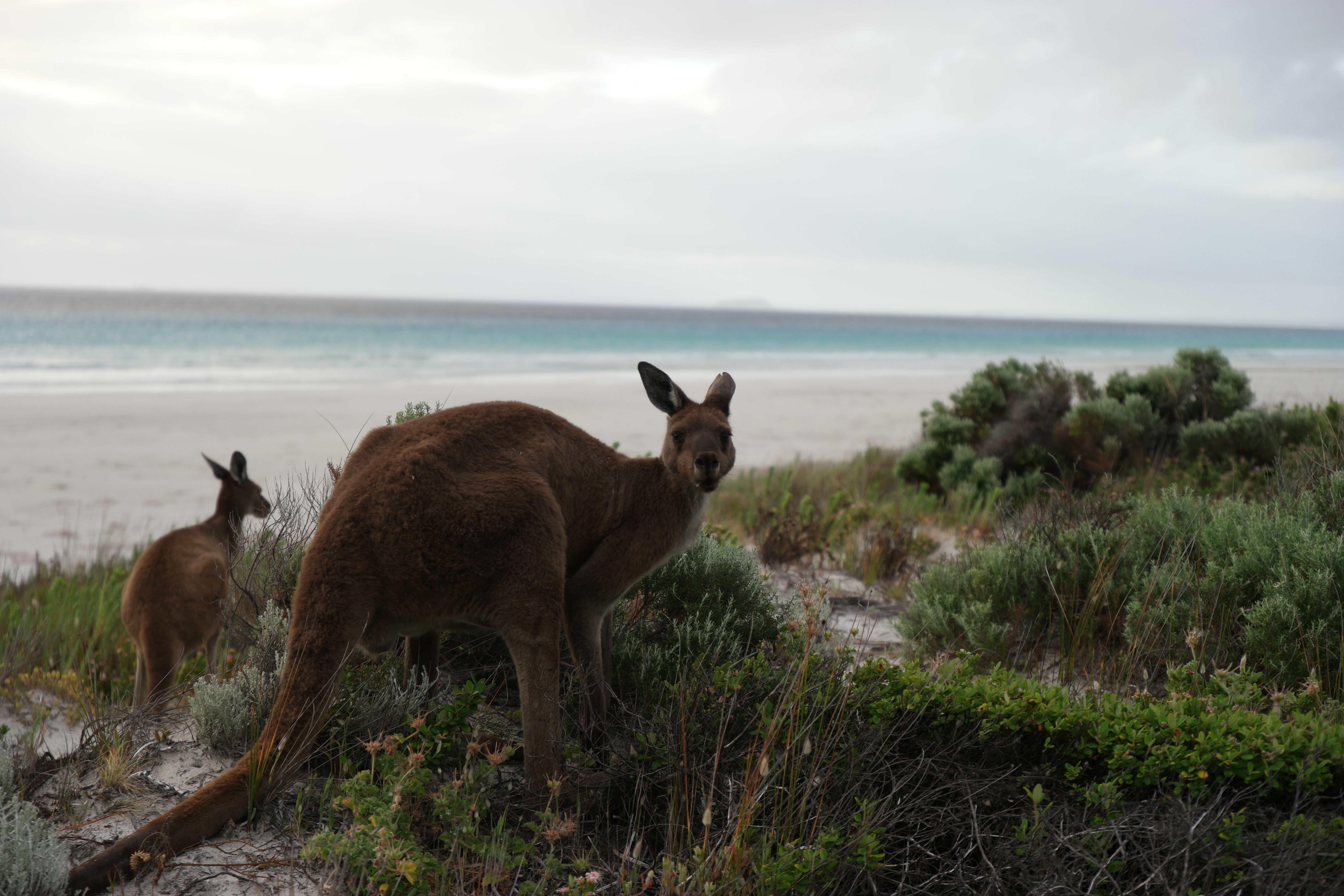
Grijze kangoeroes langs de kust

De zandvlaktes in het park bieden een grote verscheidenheid aan plant- en diersoorten. De vlaktes zijn begroeid met dicht struikgewas met soorten uit het geslacht Banksia. Op plaatsen met een diepe zandlaag gedijt de soort Banksia speciosa, die dichte bosschages vormt en een hoogte bereikt van drie of vier meter. Op grindlagen en ondiepe zandlagen wordt de soort Banksia pulchella aangetroffen.
Andere soorten bomen die in het park groeien zijn soorten uit het geslacht Melaleuca en Grevillea, soorten uit de familie Casuarinaceae, de soort Nuytsia floribunda en zogenaamde grasbomen. Ook de bedreigde eucalyptussoort Eucalyptus insularis komt er voor.  Tijdens de lenteperiode die in oktober valt bloeien er talrijke wilde planten zoals Cyanicula gemmata, Diuris corymbosa, Hakea laurina, Thysanotus sparteus en Thelymitra macrophylla.
In het park leven zoogdieren zoals buideldassen, slurfbuidelmuizen, oostelijke koeskoesen, quenda's en westelijke grijze reuzenkangoeroe's. Ook komen er reptielen voor, zoals de slangensoort Pygopus lepidopodus, de heuppotige hagedissen Delma fraseri en Delma australis en de pootloze hagedis Aprasia striolata. Ook komt er een blinde slang voor, de soort Ramphotyphlops australis. Enkele kikkersoorten die in het park leven zijn Crinia georgiana, Limnodynastes dorsalis en Neobatrachus pelobatoides.
Alexander Morrison · 
Avon Valley · 
Badgingarra · 
Bandiln͟gan (Windjana Gorge) · 
Beelu · 
Boorabbin · 
Brockman · 
Cape Arid · 
Cape Le Grand · 
Cape Range · 
Cliff Spackman · 
Collier Range · 
Dan͟ggu · 
D'Entrecasteaux · 
Dimalurru (Tunnel Creek) · 
Drovers Cave · 
Drysdale River · 
Eucla · 
Fitzgerald River · 
Francois Peron · 
Frank Hann · 
Gloucester · 
Goldfields Woodlands · 
Goongarrie · 
Gooseberry Hill · 
Greater Beedelup · 
Greenmount · 
Hassell · 
Hidden Valley · 
John Forrest · 
Kalamunda · 
Kalbarri · 
Karijini · 
Karlamilyi · 
Kennedy Range · 
Lawley River · 
Leeuwin-Naturaliste · 
Lesmurdie Falls · 
Lesueur · 
Millstream-Chichester · 
Mitchell River · 
Moore River · 
Mount Augustus · 
Mount Frankland · 
Mount Roe-Mount Lindesay · 
Nambung · 
Neerabup · 
Peak Charles · 
Porongurup · 
Purnululu · 
Scott · 
Serpentine · 
Shannon · 
Sir James Mitchell · 
Stirling Range · 
Stokes · 
Tathra · 
Torndirrup · 
Tuart Forest · 
Unnamed (Nr. 17519) · 
Unnamed (Nr. 46400) · 
Walpole-Nornalup · 
Walyunga · 
Warren · 
Watheroo · 
Waychinicup · 
Wellington · 
West Cape Howe · 
William Bay · 
Wolfe Creek Meteorite Crater · 
Yalgorup · 
Yanchep
Overzicht Nationale parken in:
 Australië · New South Wales · Noordelijk Territorium · Queensland · Zuid-Australië · Tasmanië · Victoria · West-Australië